# Mammillaria bocasana
Mammillaria bocasana (укр. Мамілярія бокаська, Мамілярія боказана) — сукулентна рослина з роду мамілярія родини кактусових.

## Етимологія

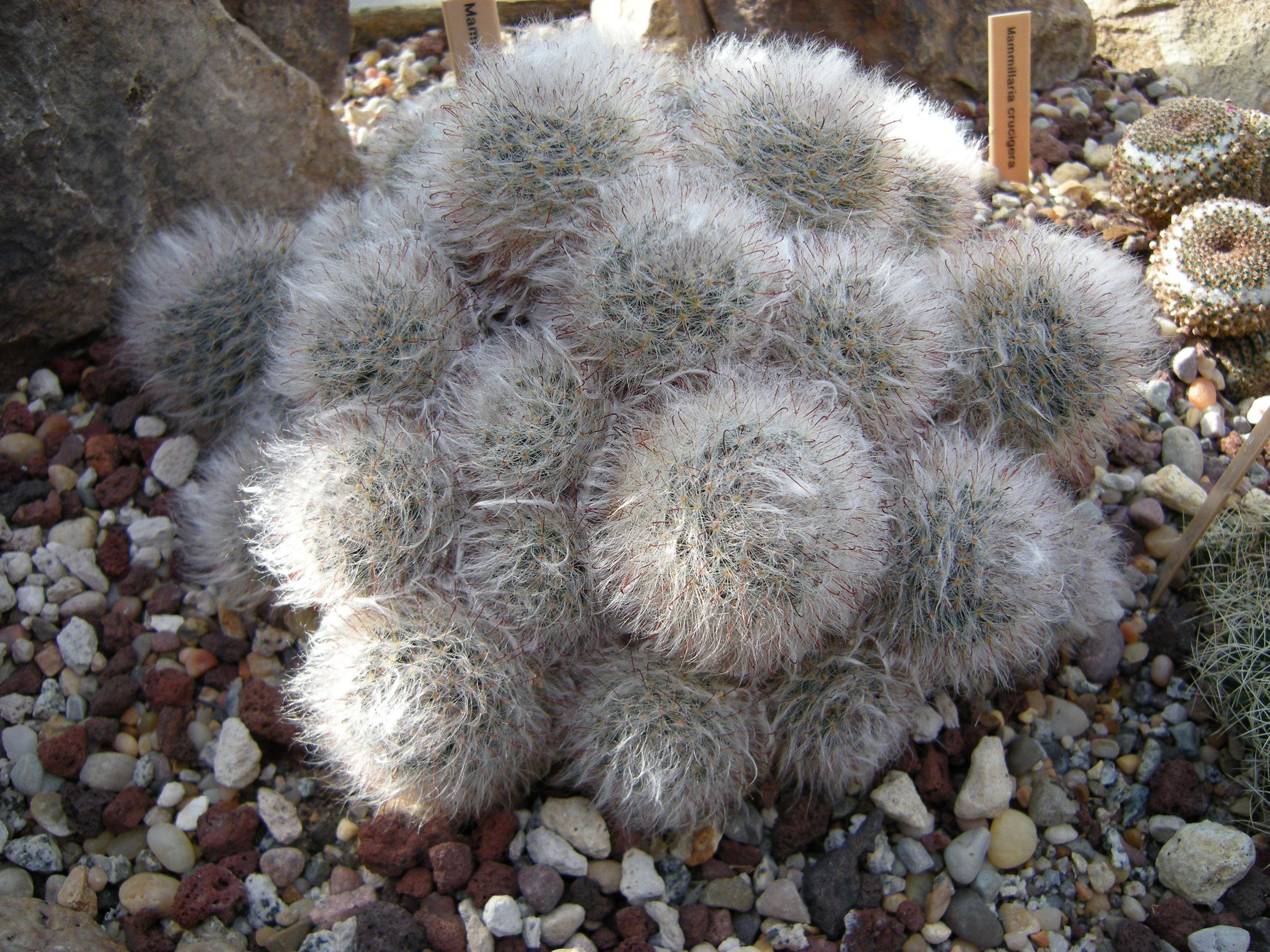
Дорослий кущ мамілярії бокаської

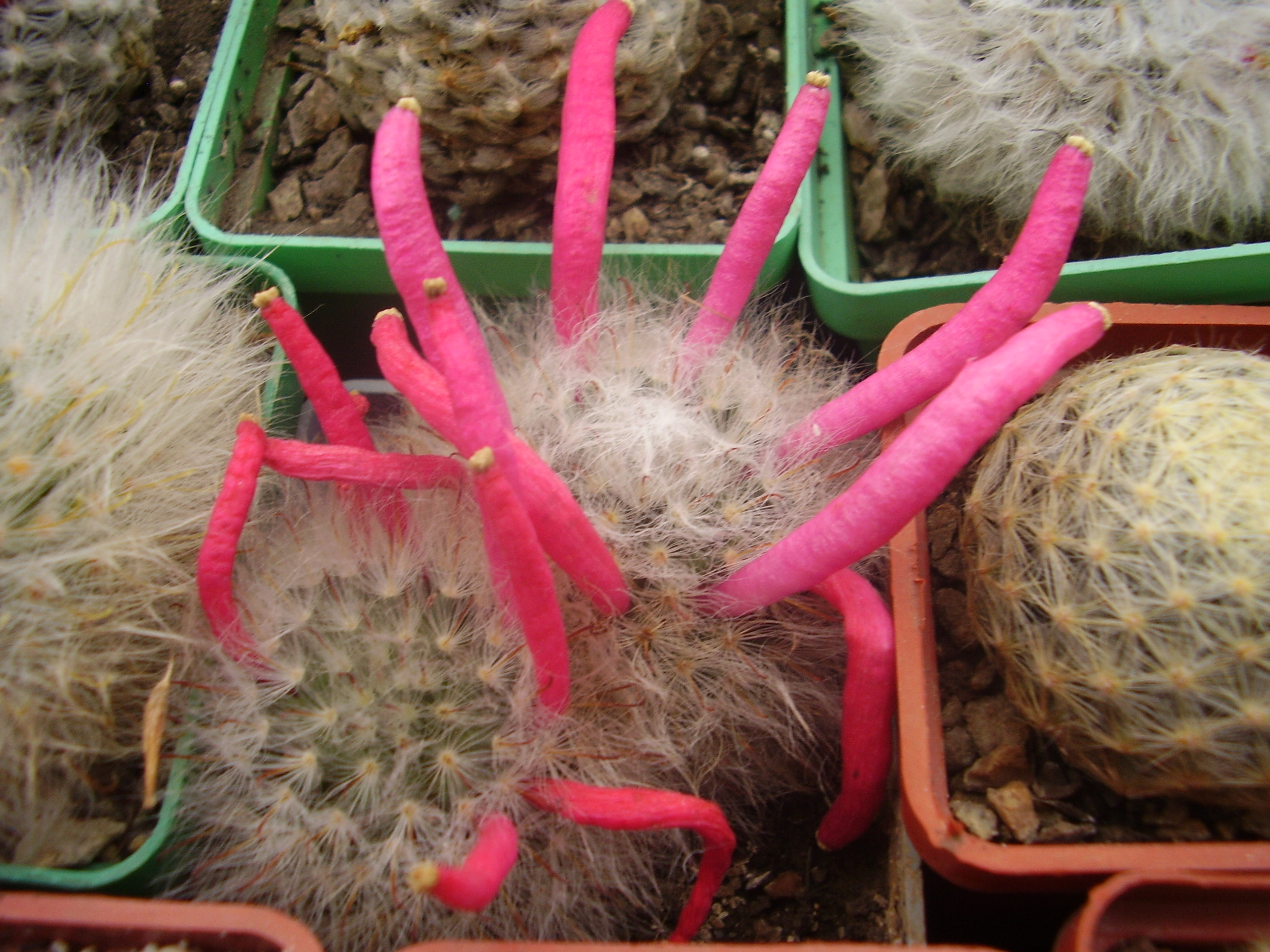
Плоди мамілярії бокаської

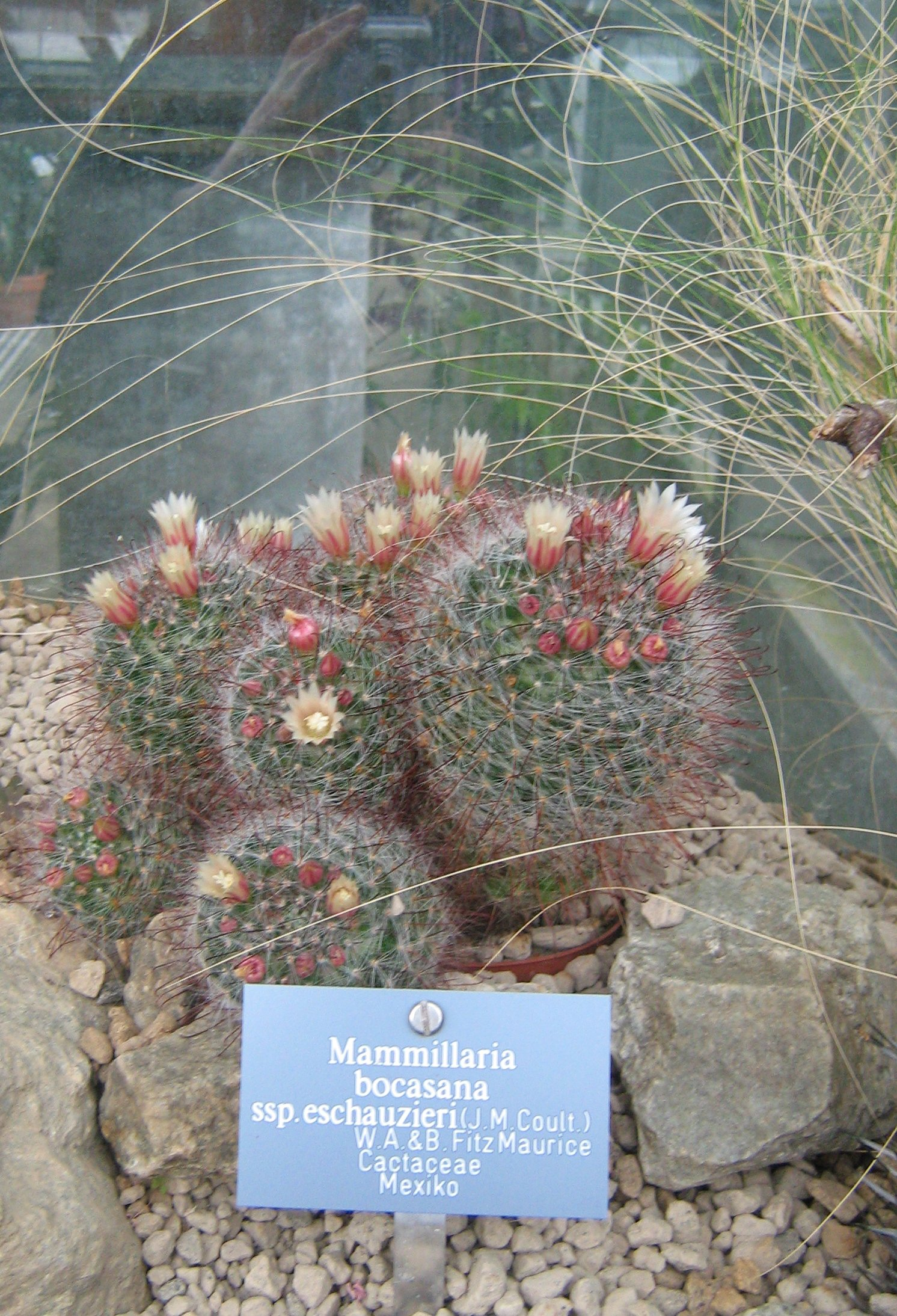
Mammillaria bocasana subsp. eschauzieri

Видова назва походить від місця зростання Сьєра-де-Бокас (ісп. Sierra de Bocas) в Мексиці.

## Ареал
Mammillaria bocasana є ендемічною рослиною Мексики. Ареал розташований у штаті Сан-Луїс-Потосі (С'єра-де-Бокас), Сакатекас на висоті 1 750 — 2 300 метрів над рівнем моря на вулканічних породах у напівпустелях.

## Морфологічний опис
Рослини зазвичай одиночні або діткуються, іноді формуються групами, починає кущитися на 3-4 році біля основи, формує великі купи з більш ніж сотнею голів у вигляді м'якої подушки.
| Орган              | Опис |
| Стебло             | кулясте, кругле, сферичне, іноді стає дещо циліндричним, до 2 см в діаметрі. За описом Крейга — 4-5 см в діаметрі. У культурі приблизно 8-10 см заввишки і в діаметрі, у віці вищі, але приховані численними відгалуженнями. |
| Епідерміс          | чисто зелений, може мати легке почервоніння при повному світлі (за книгою К. Марсдена «Культура кактусів» — відтінок стебла яскраво або темно-блакитно-зелений протягом періоду спокою. Рано навесні тіло стебла стає рожевим до червоного, цей колір поширюється до верхніх аксіл, які часто мають у березні яскраве кармінне забарвлення. Після цвітіння відтінок стебла темніє до звичайного, блакитно-зеленого. У здорової рослини корінь зверху пофарбований у рожевий колір. За описом Крейга від світло-до темно-блакитно-зеленого. |
| Маміли             | м'які, тонкі, циліндричні до трохи конічних, близько 6-10 мм завдовжки, внизу 2-4 мм завтовшки, без молочного соку. |
| Ареоли             | круглі або злегка овальні з жовтуватою вовною. |
| Аксили             | голі або з декількома білими волосками і щетинками. |
| Центральні колючки | (1) 3-7 (за книгою К. Марсдена «Культура кактусів» — 1-4, до 2 см завдовжки, одна або більше гачкуваті), жовтувато-коричневі до червонувато-коричневих, темніші на кінці, 5-10 мм завдовжки, одна з них або іноді дві з гачком на кінці. Центральні колючки іноді можуть бути чисто жовтими. За описом Крейга — 1 (2-3), завдовжки 5-8 мм, витончено-тонкі, ворсисті, нижні гачкуваті, верхні прямі, всі жовто-коричневого відтінку, або жовті (Mamillaria bocasana v. flavispina Schelle — 1907). |
| Радіальні колючки  | численні, 20 (-30) -50 (за книгою К. Марсдена «Культура кактусів» — 25-30), чисто білі, схожі на шовковисте волосся, що покривають рослину подібно гало (гало — віночок, німб, ореол) від 8 до 10 (до 20) мм завдовжки, чергуються, іноді покривають тіло рослини повністю. За описом Крейга центральних колючок — 25-30, 8-20 мм завдовжки, дуже тонкі, волосоподібні, вигнуті, гладкі, спочатку стирчать, пізніше сплетені майже по горизонталі. |
| Бутони             | численні, червоно-коричневі, з'являються у верхніх аксилах в січні-березні, відкриваючись в березні, і цвітуть до липня. |
| Квіти              | (в першоописі Поселгера квіти, плоди і насіння не описані) воронкоподібні, від кремово-білих до рожевих (від білих до кремових з рожевими зовнішніми центральними прожилками іноді насиченіше рожеві), завдовжки 13 (-15) -22 мм, до 15 -20 мм в діаметрі (за книгою К. Марсдена «Культура кактусів» 2 см завдовжки і 8 мм шириною, пелюстки — червонуваті зовні і жовто-кремові всередині з червоною центральною лінією). За описом Крейга воронкоподібні, приблизно такої ж довжини, як маміли 1,6 см, 1,2 см в діаметрі, зовнішні пелюстки внизу зелені, зі світлими рудувато-коричневими центральними смужками, краї зеленувато-жовті і гладкі, ланцетоподібні, загострені. Внутрішні пелюстки жовті зі світло-червонувато-рудуватими центральними смужками і кінцями, лінійно-ланцетоподібні, на верху загострені або притуплені, з не пошкодженими краями. |
| Тичинки            | білі, приймочка 4-часткова, зелена. За описом Крейга тичинки від білих до жовтуватих, або так само зверху рожеві. Пильник жовтий. Маточка жовтувата. Приймочок — 4, світло-зелені, не виступають з маточки, насіння чорне. |
| Плоди              | циліндричні, червоні або рожеві, завдовжки 5 см або більше, що містять відносно мало насіння. |
| Насіння            | червонувато-коричневі (за книгою К. Марсдена «Культура кактусів» — маленьке, чорне). |

## Використання
Колючки Mammillaria bocasana використовуються в Мексиці для виготовлення гачків.

## Чисельність, охоронний статус та заходи по збереженню
Mammillaria bocasana входить до Червоного Списку Міжнародного Союзу Охорони Природи видів, з найменшим ризиком (LC).
Незважаючи на незаконний збір, вид кваліфікується, як той, що знаходиться в найменшому ризику. Чисельність оцінюється в 30 тисяч рослин.
Охороняється Конвенцією про міжнародну торгівлю видами дикої фауни і флори, що перебувають під загрозою зникнення (CITES).